# Pellaea cordifolia
Pellaea cordifolia là một loài thực vật có mạch trong họ Adiantaceae. Loài này được (Sessé & Moc.) A.R. Sm. miêu tả khoa học đầu tiên năm 1980.